# Futureworld
Futureworld (titulada: Mundo futuro en España y El mundo del futuro en Hispanoamérica) es una película estadounidense de ciencia ficción estrenada en 1976 y dirigida por Richard T. Heffron. Fue la primera película en utilizar efectos gráficos tridimensionales generados por ordenador. Es la secuela de Westworld y el argumento menciona al nuevo parque temático de androides, usado como parte de clonaciones, dos años después del abandonado Mundo del Oeste.

## Sinopsis
Después del fracaso del parque de atracciones Delos (Westworld), que socavó la credibilidad de la corporación responsable y causó enormes perjuicios, se invierte una cantidad extraordinaria de dinero para rehacer todo el parque. Chuck Browning (Peter Fonda), un reportero poco conocido, y Tracy Ballard (Blythe Danner), una entrevistadora de enorme popularidad, son invitados a hacer un reportaje sobre el parque reconstruido para mostrar que todo ahora es seguro. Los dos periodistas desconfían, sospechando que hay algo muy extraño, y descubren que hay un plan para sustituir a los principales líderes mundiales por androides.

## Reparto
- Peter Fonda, Chuck Browning
- Blythe Danner, Tracy Ballard
- Arthur Hill, Dr. Duffy
- Yul Brynner (cameo), el pistolero
- John P. Ryan, Dr. Schneider
- Stuart Margolin, Harry
- James M. Connor, Clark (robot)
- Allen Ludden, Game show host
- Robert Cornthwaite, Sr. Reed
- Angela Greene, Sra. Reed
- Darrell Larson, Eric
- Nancy Bell, Erica
- Bert Conroy, Sr. Karnovsky
- Dorothy Konrad, Sra. Karnovsky